# Nikolaj Dmitrievič Avksent'ev
Nikolaj Dmitrievič Avksent'ev (in russo Николай Дмитриевич Авксентьев?; Penza, 16 novembre 1878 – New York, 4 marzo 1943) è stato un politico russo.

## Biografia
Membro del Partito socialista-rivoluzionario russo (PSR), fu no dei cosiddetti "Socialisti rivoluzionari di Heidelberg", assieme al compagno Vladimir Zenzinov. Entrambi furono influenzati sia dalla filosofia neo-kantiana che dal marxismo.
Durante la prima guerra mondiale Avksent'ev era associato all'ala "difensista" del PSR e collaborava strettamente con il politico editore, Vadim Rudnev, ed il leader rivoluzionario, Abram Goc ed altri. Ha sostenuto la Rivoluzione di febbraio del 1917 e ha fatto parte della Duma, del Soviet di Pietrogrado e, come ministro dell'interno, del governo provvisorio nella seconda coalizione (25 luglio-25 settembre 1917) guidata Aleksandr Fëdorovič Kerenskij, il successore di Georgij Evgen'evič L'vov. Il 3 ottobre 1917 fu eletto presidente del Consiglio provvisorio della Repubblica russa, il cosiddetto "pre-parlamento", un organismo di facciata nominato dalla Conferenza democratica del 14 settembre in previsione dell'Assemblea costituente le cui elezioni erano previste in novembre. Dopo la Rivoluzione d'ottobre, Avksent'ev catalizza attorno a sé l'opposizione legalitaria ai bolscevichi tramite il "Comitato per salvare la Patria e la Rivoluzione", che il 12 novembre 1917 tenta una rivolta anti-bolscevica; per questo Avksent'ev viene per breve tempo imprigionato dalle nuove autorità, nella fortezza di Pietro e Paolo. Il 3 marzo 1918 a Mosca l'opposizione, sia di sinistra che di destra,  si unisce all'"Unione di protezione della Costituente" di Avksent'ev, unione che diventa "Unione di rinascita della Russia". Dopo la rivolta della legione ceca, questa in Siberia, si associa agli anti-bolscevichi. Il 23 settembre 1918, Avksent'ev viene nominato presidente del "Consiglio direttivo" del "Direttorio di Ufa". Da questa posizione dichiara nullo il trattato di Brest-Litovsk, il quale ha come effetto la continuazione della guerra contro gli Imperi centrali. Nel novembre 1918 partecipa alla Direzione antibolscevica di Omsk, ma presto entra in rotta con i controrivoluzionari militari raggruppatisi intorno all'ammiraglio Aleksandr Vasil'evič Kolčak. Il 3 novembre 1918 a Omsk viene firmato il trasferimento dei poteri sullo Stato russo dal "Consiglio direttivo" del "Direttorato di Ufa" al Governo provvisorio pan-russo di Vologodskij che sostituisce quindi Avksent'ev come presidente del consiglio dello Stato russo ed il 4 novembre 1918 forma il suo dicastero, che da molti ministri dell'ala destra viene però interpretato negativamente come un nuovo "Governo Kerenskij" o come "il dilemma della capra e del cavolo". Arrestato brevemente da Kolčak il 18 novembre 1918 durante il colpo di Stato, Avksent'ev fuggì dalla Russia via Vladivostok, con l'assistenza delle forze britanniche. Si stabilì a Parigi e fu attivo nei cerchi emigrati e nella Massoneria ebraica. Dopo l'invasione tedesca della Francia nel 1940, Avksent'ev e sua moglie Berthe fuggirono in America con un visto di emergenza fornito dal comitato ebraico del lavoro e dalla Federazione americana del lavoro. Sua figlia, Alexandra Pregel è diventata una artista compiuta.